# Felip Guillem de Brandenburg-Schwedt
Felip Guillem de Brandenburg-Schwedt (en alemany Philipp Wilhelm von Brandenburg-Schwedt) va néixer a Königsberg el 19 de maig de 1669 i va morir al castell de Schwedt el 19 de desembre de 1711. Era un noble alemany fill de Frederic Guillem de Brandenburg (1620-1688) i de Sofia Dorotea de Schleswig-Holstein-Sonderburg-Glücksburg (1636-1689). Felip Guillem pertany a la primera branca de la Casa de Hohenzollern.

## Biografia
La preocupació dels pares de Felip Guillem era la seguretat financera del seu fill, per la qual cosa, poc després del seu naixement la seva mare va comprar els drets sobre la ciutat de Schwedt. Després de la mort dels seus pares, Felip Guillem obtingué el 1692 el feu de Schwedt-Wildenbruch.
Va prendre el títol de marquès de Brandenburg i després de la coronació del seu germà Frederic I de Prússia, es va convertir en príncep hereu de Prússia. Com a príncep alemany, que va participar en les campanyes militars contra França el 1697 amb el grau de general d'artilleria.

### Matrimoni i fills
El 25 de gener de 1699 es va casar amb Joana Carlota d'Anhalt-Dessau (1682-1750), filla del príncep Joan Jordi II (1627-1693) i d'Enriqueta Caterina de Nassau (1637-1708. El matrimoni va tenir sis fills: 
- Fredrica Dorotea (1700-1701)
- Frederic Guillem (1700-1771), casat amb Sofia Dorotea de Prússia (1719-1765).
- Enriqueta (1702-1782), casada amb Frederic de Wurtemberg (1698-1731).
- Jordi Guillem (1704-1704)
- Enric Frederic (1709-1788), casat amb Leopoldina d'Anhalt-Dessau (1716-1782)
- Carlota (1710-1712)